# Aven des Cèdres
Pour les articles homonymes, voir Cèdre et Aven (homonymie).
L'aven des Cèdres est un gouffre situé sur la commune de Saint-Étienne-les-Orgues sur le flanc sud de la montagne de Lure, département des Alpes-de-Haute-Provence.

## Spéléométrie
La profondeur de l’aven des Cèdres est de 172 m, pour un développement d'environ 250 m,.

## Géologie
L’aven s'ouvre dans les calcaires du Bédoulien.

## Historique
Un tas de pierres ventilé est indiqué par le garde-champêtre Henri Isnard au commandant Brunet et à Jean Marty qui entament aussitôt la démolition du clapier le 17 juillet 1951. La même année le Groupe spéléologique d’Apt après quelques désobstructions atteint −37 m. En 1953, les groupes spéléologiques d’Apt et de Carpentras poursuivent l’exploration jusqu'à −196 m. En 1954, les mêmes renforcés des clubs de Fontaine-de-Vaucluse, de Grasse et de Cannes atteignent le fond à la cote −172 m.
Le 11 avril 1970, une descente à but topographique de Claude Fighiera et Michel Raimond (Club Martel de Nice) permet de ramener la cote de −232 donnée par Jean Marty en 1954 à −179 m.
En 1974, les Darbouns de Cavaillon effectuent une désobstruction au point bas de la cavité, celle-ci est reprise sans succès par le G. S. V. de Martigues. En juin 1974, le G. S. Darboun effectue une escalade de 80 m environ à partir de la salle terminale (−160), mais le haut de la cheminée est impénétrable.